# Fandom-ul furry

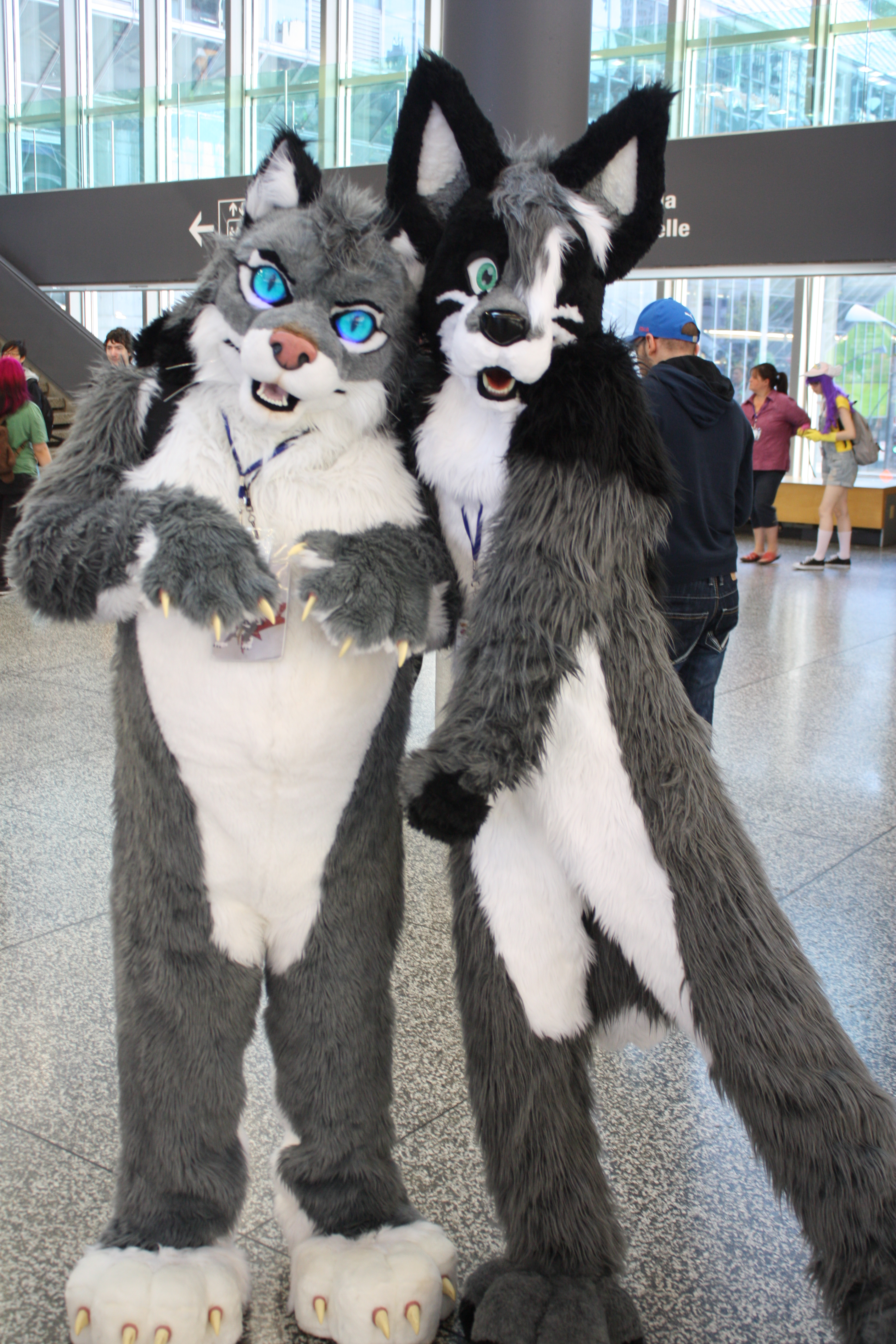
Unii fani furry creează și poartă costume numite „fursuits” care înfățișează personajele lor

Fandom-ul furry este o subcultură interesată de personaje animale antropomorfe cu personalități și caracteristici umane.    Exemple de atribute antropomorfe includ expunerea inteligenței umane și a expresiilor faciale, vorbirea, mersul pe două picioare și purtarea hainelor. Termenul "fandom furry" este de asemenea folosit pentru a face referire la comunitatea oamenilor care se adună pe internet și la convențiile furry. 

## Istoric
Potrivit istoricului fandomului Fred Patten, conceptul de furry își are originea la o convenție de ficțiune științifică din 1980,  când un personaj desenat din Albedo Anthropomorphics de Steve Gallacci a început o discuție despre personaje antropomorfe din romanele de science-fiction. Aceasta a dus la formarea unui grup de discuții care s-a întrunit la convențiile de ficțiune științifică și convențiile de benzi desenate.
Termenul specific furry fandom a fost folosit în fanzine încă din 1983 și a devenit numele standard pentru gen până la mijlocul anilor 1990, când a fost definit drept „aprecierea organizată și diseminarea artei și prozei în ceea ce privește„ Furries ”, sau personaje antropomorfe fictive de mamifere ".  Cu toate acestea, fanii consideră originile furry fandom ca fiind mult mai veche, cu lucrări fictive precum Kimba, Leul Alb lansat în 1965, romanul Watership Down al lui Richard Adams, publicat în 1972 (și adaptarea sa din 1978 ), precum și Robin Hood de la Disney, fiind doar câteva exemple.  Discuțiile grupului de știri pe internet din anii 1990 a creat o oarecare separare între fanii personajelor „ animalelor amuzante ” și a personajelor furry, menite să evite bagajul care este asociat cu termenul „furry”. 
În anii 80, fanii furry au început să publice fanzine, dezvoltând un grup social divers, care în cele din urmă a început să programeze adunări sociale. Până în 1989, a existat suficient interes pentru a pune în scenă prima convenție de furry.  Se numea Confurence 0 și a avut loc la Holiday Inn Bristol Plaza din Costa Mesa, California.  În următorul deceniu, internetul a devenit accesibil populației generale și a devenit cel mai popular mijloc de socializare a fanilor furry.  Grupul de știri alt.fan.furry a fost creat în noiembrie 1990, iar mediile virtuale precum MUCK-urile au devenit de asemenea locuri populare pe internet pentru ca fanii să se întâlnească și să comunice. 
Fandomul furry este dominat de bărbați, sondajele raportând aproximativ 80%.   

## Inspirație
Romanele alegorice, inclusiv lucrări atât de ficțiune științifică, cât și de fantezie, și desene animate cu animale antropomorfe sunt adesea citate ca cea mai timpurie inspirație pentru fandom.  Un sondaj efectuat în 2007 a sugerat că, în comparație cu un grup care nu este furry, o proporție mai mare dintre cei care se autoidentificau ca furry le plăceau desenele animate „foarte mult” ca, copii și și-au amintit să-i privească semnificativ mai des, de asemenea fiind mai probabil să se bucure de opere science-fiction decât cele din afara comunității. 

## Activități
Conform unui sondaj din 2008, majoritatea furries consideră că arta vizuală, convențiile, literatura și comunitățile online sunt foarte importante pentru fandom. 

### Meșteșugăritul

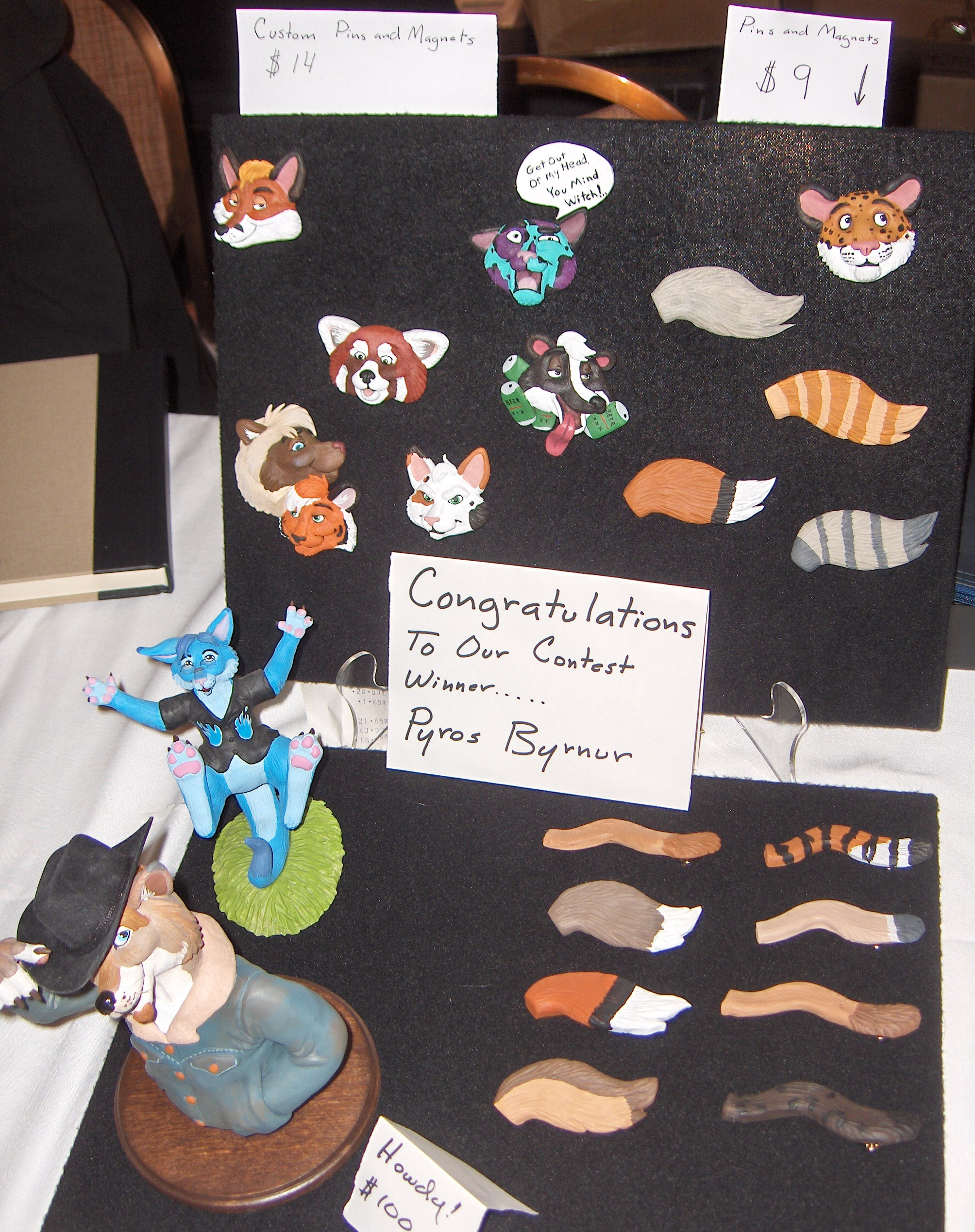
Sculptura la Further Confusion

Fanii cu abilități meșteșugăresti își creează propriile jucării de pluș, uneori denumite plușuri și construiesc, de asemenea, costume elaborate numite fursuits,  care sunt purtate pentru distracție sau pentru a participa la parade, mascarate convenționale, dansuri sau evenimente caritabile de strângere de fonduri (ca animatori).  Costurile variază de la modele care prezintă o construcție simplă și seamănă cu mascotele sportive  la cele cu caracteristici mai sofisticate, care includ mecanisme în mișcare ale maxilarelor, părți animatronic, machiaj protetic și alte caracteristici. Prețurile pot pornii de la 500 USD, pentru modele asemănătoare mascotelor, până la 10,000 USD pentru modelele animatronice.  În timp ce aproximativ 80% din furries nu dețin un fursuit complet,    menționează adesea costurile scumpe drept factorul decisiv,  majoritatea dintre ei au sentimente pozitive față de fursuiteri și convenții la care participă.   Unii fani pot purta, de asemenea, costume „parțiale” constând pur și simplu din urechi și coadă, sau un cap, labe și o coadă. 
Fanii Furry de asemenea, înregistreaza videoclipuri și efectuează spectacole live precum Rapid T. Rabbit and Friends și Funday PawPet Show și creează accesorii din piele, precum urechi sau cozi. 

### Joc de rol
Caracterele animale antropomorfe create de fanii furry, cunoscuți ca fursonas,  sunt utilizate pentru jocul de rol în MUD-uri,  pe forumurile de internet sau pe listele de corespondență electronică .  O varietate de specii sunt folosite ca bază a acestor persoane, deși mulți fani (de exemplu peste 60% dintre cei chestionați în 2007) aleg să se identifice cu carnivorii .   Cel mai longeviv mediu online de jocuri de furie online este FurryMUCK , care a fost înființat în 1990.  Mulți fani furry au avut prima expunere la fandom prin aceste jocurile de rol multiplayer online.    Un alt joc popular online de furry se numește Furcadia, creat de Dragon's Eye Productions. Există, de asemenea, mai multe zone și comunități cu tematică în lumea virtuală Second Life . 

### Convenții

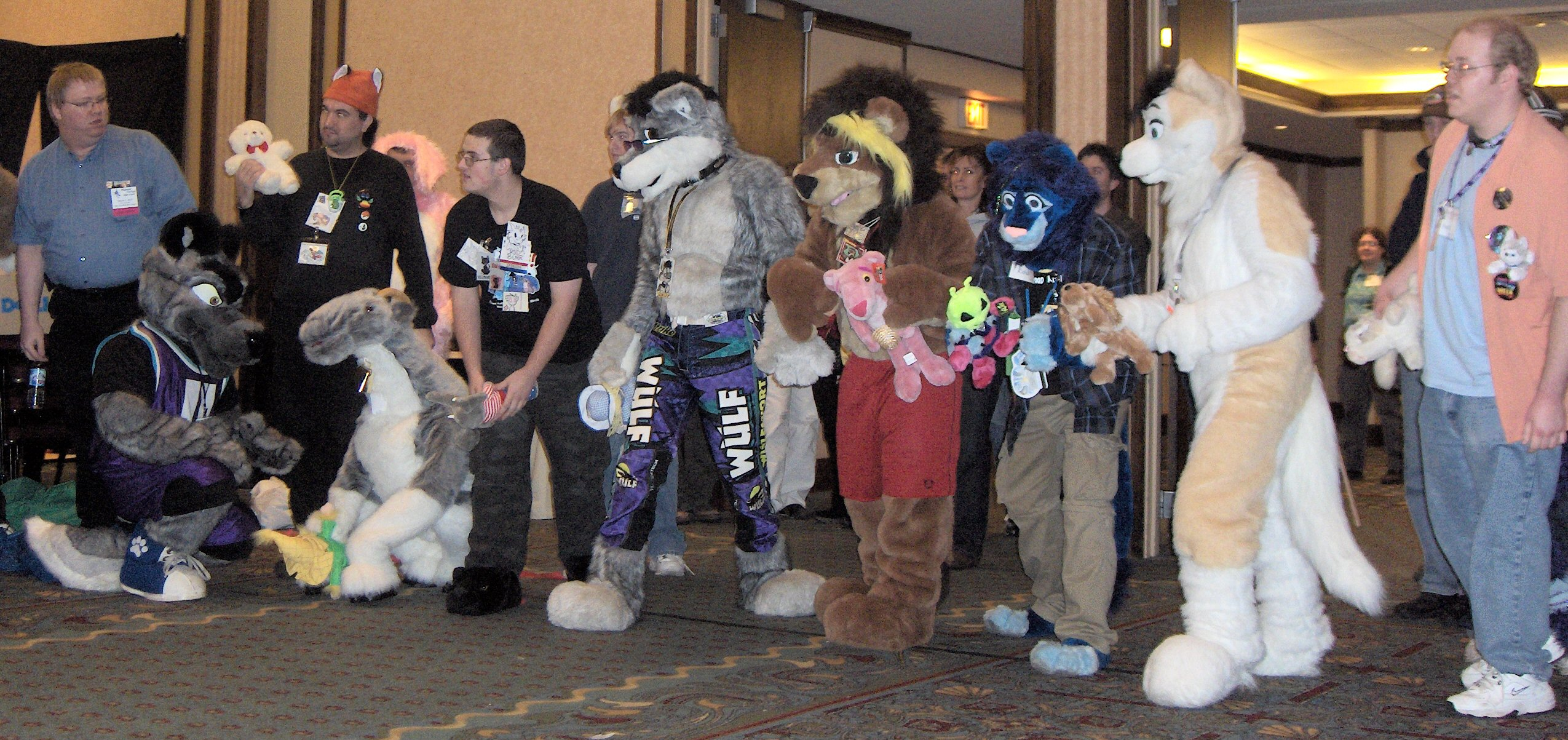
Fanii Furry se pregătesc pentru o cursă la Midwest FurFest 2006

Interesul și apartenența suficientă au permis crearea multor convenții furry în America de Nord și Europa . O convenție de furry este pentru fani să se întalneasca pentru a cumpăra și vinde opere de artă, participând la ateliere, poartând costume și socializând.  Cea mai mare convenție de furry  din lume, Anthrocon cu peste 5.861 de participanți, desfășurată anual la Pittsburgh în iunie,  se estimează că ar fi generat aproximativ 3 milioane de dolari economiei din Pittsburgh în 2008.  O altă convenție, în Further Confusion, desfășurată la San Jose în fiecare ianuarie, urmărește îndeaproape Anthrocon ca scară și prezență. 470,000 USD au fost strânși în convenții pentru caritate în perioada 2000–9.  Prima convenție cunoscută,ConFurence,  nu mai este ținută; Califur a înlocuit-o, deoarece ambele convenții aveau sediul în sudul Californiei . Un sondaj de la Universitatea din California, Davis a sugerat că aproximativ 40% din furries au participat la cel puțin o convenție de furry. 

### Site-uri și comunități online
Internetul conține o multitudine de site-uri web și comunități online, cum ar fi site-urile comunității de artă Fur Affinity, Inkbunny, SoFurry și Weasyl ; site-uri de rețele sociale Furry 4 Life, FurNation ; și WikiFur, un wiki de colaborare furry.  Acestea, cu rețelele IRC FurNet și Anthrochat, formează o parte cheie a fandomului. Grupurile de știri Usenet, cum ar fi alt.fan.furry și alt.lifestyle.furry, populare de la mijlocul anilor 1990 până în 2005, au fost înlocuite cu forumuri specifice, teme, liste de corespondență și comunități LiveJournal . 
Există mai multe site-uri web care prezintă personaje animale create de sau pentru fanii furry; ca atare, ele pot fi denumite benzi desenate furry. Un astfel de comic, T.H.E. Fox, a fost publicat pentru prima dată pe CompuServe în 1986, care a precedat World Wide Web cu câțiva ani,  timp ce un alt, Kevin și Kell de Bill Holbrook, au primit atât un Web Cartoonists 'Choice Award, cât și un Ursa Major Award.  

## Stiluri de viață furry
Expresiile furry lifestyle și furry lifestyler au apărut pentru prima dată în iulie 1996 pe grupul de știri alt.fan.furry în timpul unei dispute în curs în cadrul comunității online. Grupul de știri Usenet alt.lifestyle.furry a fost creat pentru a găzdui discuțiile dincolo de arta și literatura furry și pentru a rezolva litigiile referitoare la ceea ce ar trebui sau nu să fie asociat cu fandomul; membrii săi au adoptat rapid termenul de furry lifestylers și consideră încă fandomul și stilul de viață drept entități sociale separate. Ei au definit și au adoptat un sens alternativ al cuvântului furry specific acestui grup: „o persoană cu o legătură emoțională / spirituală importantă cu un animal sau animale, reală, fictivă sau simbolică”. 
În sondajul lor din 2007, Gerbasi et al. a examinat ce înseamnă să fie un furry și a propus o taxonomie în care să categorizeze diferite „tipuri” de furry. Cel mai mare grup - 38% dintre cei chestionați - și-au descris interesul pentru fandom în principal ca o „cale de socializare cu alții care împărtășesc interese comune, precum arta antropomorfă și costumele”.  Cu toate acestea, ei au identificat, de asemenea, furries care s-au văzut „altele decât omul” sau care au dorit să devină mai asemănătoare cu speciile furries cu care s-au identificat.  

## Aspecte sexuale
În comparație cu populația generală, homosexualitatea și bisexualitatea sunt supra-reprezentate în furry fandom  cu aproximativ un factor de 10. Din populația SUA, aproximativ 1,8% dintre persoanele care se autoidentifica drept bisexuale și 1,7% ca fiind homosexuale potrivit un studiu din 2011 de la savanții de la UCLA.  În schimb, conform a patru sondaje diferite, 14–25% dintre membrii fandomului raportează homosexualitatea, 37–52% bisexualitatea, 28–51% heterosexualitate și 3–8% alte forme de relații sexuale alternative.     Aproximativ jumătate dintre respondenți au raportat că au fost într-o relație, dintre care 76% au fost în relație cu un alt membru al fandomului furry.  Exemple de aspecte sexuale în cadrul fandomului de includ arta erotică și tematica cimbersexuala.   Termenul " yiff " este uneori utilizat pentru a indica activitate sexuală sau materialul sexual în cadrul fandomului - acest lucru se aplică activității sexuale și interacțiunii din subcultură, fie sub formă de cibersex sau offline .  
Atracția sexuală față de personajele furry este o problemă polarizantă. Într-un sondaj efectuat cu 4.300 de respondenți, 37% au răspuns că atracția sexuală este importantă în activitățile lor de furry, 38% au fost ambivalenți, iar 24% au răspuns că nu are nici o legătură cu activitățile lor.  Într-un sondaj online diferit, 33% dintre respondenți au răspuns că au un „interes sexual semnificativ pentru furries”, alți 46% au declarat că au un „interes sexual minor pentru furries”, iar restul de 21% au declarat că au un „interes non-sexual pentru furries”. Sondajul a evitat în mod special site-urile web destinate adulților pentru a preveni părtinirea.  Un alt sondaj a constatat că 96,3% dintre respondenții furry de sex masculin au raportat vizionarea de pornografie, comparativ cu 78,3% de femei; bărbații au estimat că 50,9% din toată arta de furry pe care o văd este pornografică, comparativ cu 30,7% femei. Ei au o ușoară preferință pentru opere de artă cu pornografie furry față de operele de artă care nu sunt pornografice. 17,1% dintre bărbați au raportat că, atunci când au văzut pornografie, este exclusiv sau aproape exclusiv pornografie, și doar aproximativ 5% au declarat că pornografia a fost factorul principal pentru care au intrat în fandom. 
O parte din fandom este interesată sexual de zoofilie (sex cu animale), deși majoritatea adoptă o poziție negativă față de aceasta. Un sondaj anonim din 2008 a descoperit că 17% dintre respondenți au raportat zoofilie. Un sondaj anterior, realizat în perioada 1997-1998, a raportat aproximativ 2% dintre respondenții care au declarat interesul pentru zoofilie și mai puțin de 1% un interes pentru plusofilia (excitat sexual de jucării de plush). Rezultatele mai vechi, mai scăzute, care sunt chiar mai mici decât cele estimate în populația generală, s-au datorat metodologiei de a interoga respondenții față în față, ceea ce a dus la o prejudecată socială .   Spre deosebire, un studiu comparativ din 1974 și 1980 a arătat 7,5% dintre studenții eșantionați de la Universitatea din Iowa raportând zoofilie,  timp ce alte studii găsesc doar 2,2%  la 5,3%  exprimând fanteziile sexului cu animale. 

## Percepția publică și acoperirea media
Portretizarea timpurie furry în reviste precum Wired,  Loaded,  Vanity Fair,  și coloana de sex sindicalizată „ Savage Love ” s-au concentrat în principal pe aspectul sexual al fandomului. Portretizări fictive ale fandomului furry au apărut în emisiuni de televiziune precum ER,  CSI: Crime Scene Investigation,  The Drew Carey Show,  Sex2K pe MTV,  Entourage,  1000 Ways to Die,  Tosh.0,   și 30 Rock .  Cei mai mulți fani furry susțin că aceste portretizări media sunt concepții greșite,    timp ce acoperirea recentă se concentrează pe demascarea miturilor și stereotipurilor care au ajuns să fie asociate cu fandomul.  Un reporter care a participat la Anthrocon 2006 a menționat că „în ciuda imaginii lor sălbatice din Vanity Fair, MTV și CSI, convențiile de furries nu se referă la sexul înrudit între ciudățeni îmbrăcați în costume de vulpe”, că participanții la conferință „nu au făcut sex mai mult decât restul dintre noi ",  și că convenția de furries era despre„ oamenii care vorbeau și desenau animale și personaje de benzi desenate în cărți de schițe ".  În octombrie 2007, un reporter Hartford Advocate a participat sub acoperire la FurFright 2007. Acel reporter aflând că restricțiile erau destinate să prevină dezinformarea și a raportat că comportamentul scandaloș pe care îl așteptase nu era evident.  Acoperirea recentă a fandomului furry a fost mai echilibrată. Potrivit lui Ian Wolf, un articol din 2009 din BBC intitulat „Cine sunt furries?” a fost prima publicație care a fost nominalizată la un premiu major Ursa, premiile principale acordate în domeniul antropomorfismului.   
Radiodifuzorul Milwaukee Brewers, Jim Powell, a împărțit un hotel cu participanții la Anthrocon 2007 cu o zi înainte de convenție și a raportat o opinie negativă despre furries.  Câteva întreprinderi din centrul orașului Pittsburgh primesc furries în timpul evenimentului, proprietarii de afaceri locale creând tricouri speciale și desenând imprimeuri labe în cretă în afara magazinelor lor pentru a atrage participanții.  Dr. Samuel Conway, CEO al Anthrocon, a declarat că „În mare parte, oamenii ne oferă priviri curioase, dar sunt niște priviri de natură bună. Suntem aici pentru a ne distra, oamenii se distrează, având parte de noi aici, toată lumea câștigă ".  Acoperirea pozitivă a fost generată în urma unei convenții furrie care a avut loc într-un hotel din Vancouver, unde au fost adăpostiți temporar un număr de refugiați sirieni . În ciuda unor îngrijorări și avertismente din partea personalului că ar putea exista o ciocnire serioasă a culturii negative în cazul în care cele două grupuri ar interacționa, copiii refugiați au fost, în general, încântați să întâlnească participanții la convenție, care păreau ca niște personaje de desene animate să prindă viață.  
Conform sondajului Furry, aproximativ jumătate dintre furries percep reacția publicului la fandom ca fiind negativ; mai puțin de o cincime a declarat că publicul le-a răspuns mai negativ decât au făcut majoritatea furries.  Credința furry a fanilor că vor fi înfățișați ca „ obsedați în principal de sex ” a dus la neîncrederea față de mass-media și cercetătorii sociali . 
Din păcate în România fenomenul Furry a început să aibe o imagine destul de negativă datorită unei dezinformări proaste realizate de Observatorul Antenei 1, care-i denigrează pe cei care practică această subcultură ca niște ”copii care se cred animale”, dezinformare preluată și de anumite canale extremiste de social media. 

## Aspecte sociologice

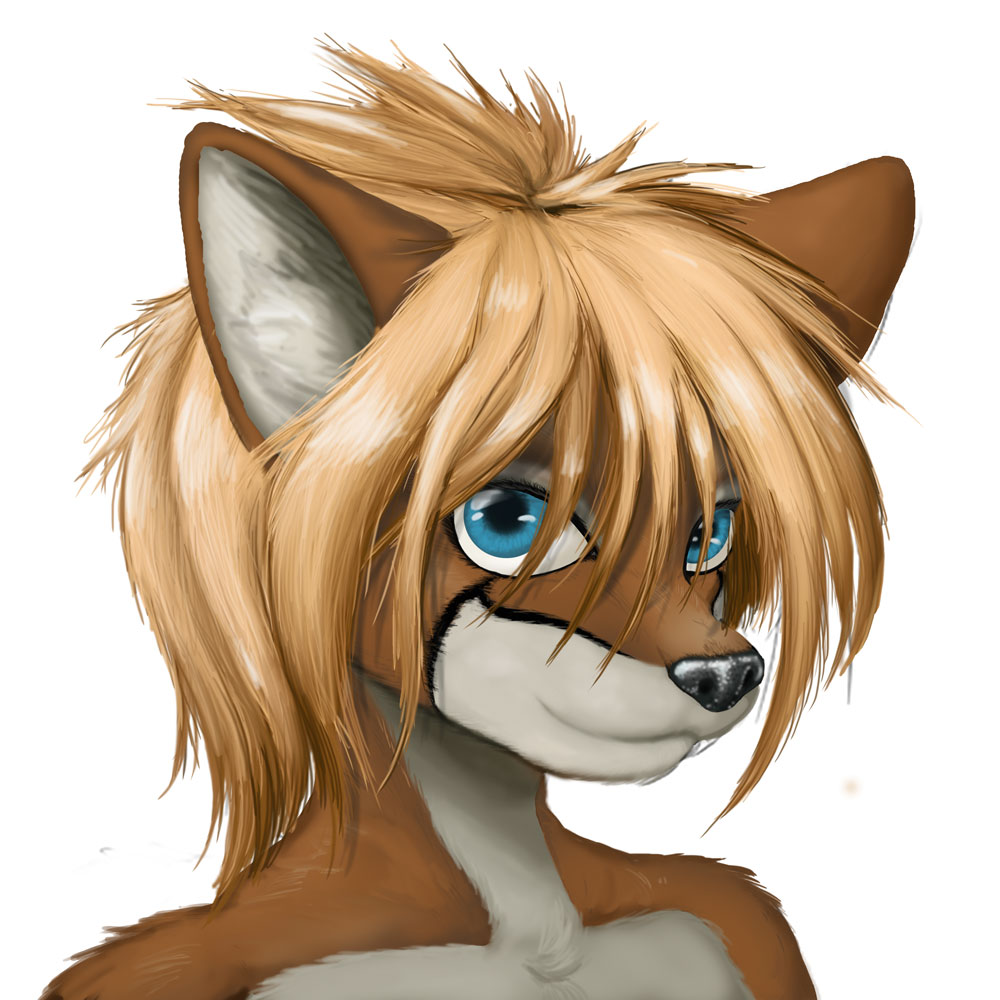
Vulpe antropomorfă, un personaj tipic furry

Un furry din România

Proiectul internațional de cercetare antropomorfă, o echipă de oameni de știință socială din diverse discipline conduse de Plante, Reysen, Roberts și Gerbasi, a colectat date despre fandomul furry folosind numeroase metodologii. Publicația lor din 2016 colectează mai multe studii revizuite și auto-publicate într-un singur volum.   Printre descoperirile lor s-a numărat că medie furry de adulți este cuprinsă între 23 și 27 de ani, mai mult de 75% din furry adulți raporti la vârsta de 25 de ani sau mai mică, iar 88% din adulții furry fiind sub vârsta de 30 de ani. Minorii nu au fost incluși în studiu din motive de etică profesională.  :4–7 78–85% dintre furries se identifică ca fiind bărbăteti, aproape 2% din se identifică drept transgender, restul identificându-se ca fiind de sex feminin.  :10 83–90% din se autoidentifică ca fiind albă, cu mici minorități care se autoidentifică ca asiatice (2-4%), negre (2-3%) și hispanice (3%).  :7–10 21% dintre se consideră a fi un bronhi, 44% se consideră fani anime și 11% se consideră fani ai sportului.  :32–33 Furries, ca grup, sunt mai liberali din punct de vedere politic și mai puțin religioși decât grupurile de fani americani sau alte grupuri comparabile, cum ar fi fanii anime,  :18, conținând totuși grupuri contencioase precum neo-naziști și activiști de alt-dreapta a căror afiliere este parțial în glumă și parțial în seriozitate.  Religie: 54% din furries auto-identificate ca atee sau agnostice, 23% creștine, 4% păgâne, 2% ca wiccan și restul identificate cu alte religii.  :16 Aproximativ 70% dintre furries adulți au terminat, fie sunt în prezent la studii de învățământ postliceal.  :12

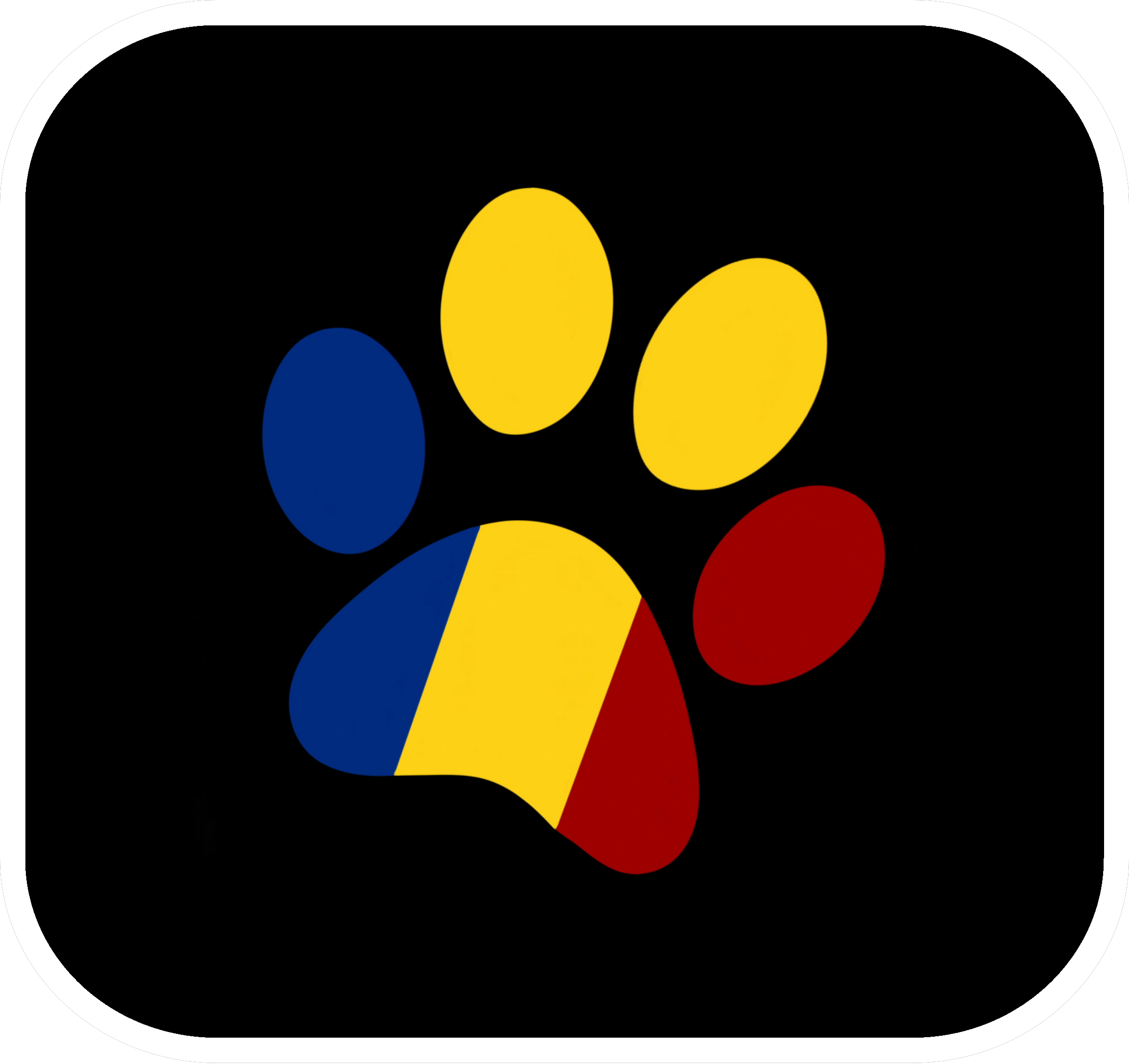
Logo Furry Fandom România

Unul dintre cele mai universale comportamente în fandomul de furry este crearea unei fursone - o reprezentare antropomorfă a animalelor sau avatar. Peste 95% au o fursona - un avatar antropomorf sau reprezentarea lor înșiși. Aproape jumătate din raportează că au avut vreodată o singură fursona care să îi reprezinte pe ei înșiși; relativ puțini au avut mai mult de trei sau patru fursonas; în parte, acest lucru se datorează faptului că, pentru mulți furry, fursonas-urile lor reprezintă o reprezentare personal semnificativă a sinelui lor ideal. Cele mai populare specii de fursona includ lupi, vulpi, câini, feline mari și dragoni. Datele sugerează că în general nu există asocieri între trăsăturile de personalitate și diferite specii de fursona.  :50–74 Cu toate acestea, furry, împreună cu fanii sportului, raportează diferite grade de trăsături de personalitate atunci când se gândesc la ei înșiși în identitatea lor de zi cu zi în comparație cu identitatea fanilor lor.  :129–133 Unele :129–133 identifică parțial non-umane: 35% afirmă că nu se simt 100% uman (în comparație cu 7% din non-furries), iar 39% spun că ar fi 0% umane dacă ar putea (în comparație cu 10% din non-furries).  :78
Incluziunea și apartenența sunt teme centrale în fandomul furry: în comparație cu membrii altor fandomuri, cum ar fi anime sau sportul fantezist, furries sunt mult mai probabil să se identifice cu alți membri ai comunității lor de fani. În medie, jumătate dintre prietenii furry sunt de asemenea furry.  :123–133 Furries se claseaza cu un nivel mai ridicat (comparativ cu un eșantion de comparație comunitară de non-furry) pe gradul de conștientizare globală (cunoașterea lumii și legătură simțită cu alții din lume), identificarea cetățeniei globale (conexiune psihologică cu cetățeni globali) și durabilitatea mediului .  :18

## În România
Subcultura Furry a pătruns în România cu ajutorul internetului în 2007, regăsindu-se discuții despre acest subiect pe forumuri ca Softpedia. Un an mai târziu începe să capete culoare astfel curentul devenind un stil de viață. Până în 2019 subcultura furry din România numără cam 200 de fani (fiind în continuă creștere) ce se adună în fiecare an la East European Comic Con. 